# Diocesi di Nova Friburgo
La diocesi di Nova Friburgo (in latino Dioecesis Neo-Friburgensis) è una sede della Chiesa cattolica in Brasile suffraganea dell'arcidiocesi di Niterói. Nel 2023 contava 716.300 battezzati su 970.400 abitanti. La sede è vacante, in attesa che il vescovo eletto Pedro Cunha Cruz ne prenda possesso.

## Territorio
La diocesi comprende 19 comuni nella parte centro-settentrionale dello stato brasiliano di Rio de Janeiro: Cantagalo, Carmo, Cordeiro, Macuco, Carapebus, Conceição de Macabu, Macaé, Quissamã, Bom Jardim, Duas Barras, Nova Friburgo, Sumidouro, Santa Maria Madalena, São Sebastião do Alto, Trajano de Morais, Cachoeiras de Macacu, Casimiro de Abreu, Itaocara e Rio das Ostras.
Sede vescovile è la città di Nova Friburgo, dove si trova la cattedrale di San Giovanni Battista.
Il territorio si estende su 9.819 km² ed è suddiviso in 60 parrocchie.

## Storia
La diocesi è stata eretta il 26 marzo 1960 con la bolla Quandoquidem verbis di papa Giovanni XXIII, ricavandone il territorio dalle diocesi di Campos, di Niterói (oggi arcidiocesi) e di Valença.
Il 3 luglio 1961, con la lettera apostolica Quantam Nobis, Giovanni XXIII ha proclamato la Beata Maria Vergine, con il titolo dell'Immacolata Concezione, patrona principale della diocesi, e San Giovanni Battista patrono secondario.
Il 19 agosto 2006 il vescovo Rafael Llano Cifuentes ha inaugurato il seminario diocesano dell'Immacolata Concezione.

## Cronotassi dei vescovi
Si omettono i periodi di sede vacante non superiori ai 2 anni o non storicamente accertati.
- Clemente José Carlos de Gouvea Isnard, O.S.B. † (23 aprile 1960 - 17 luglio 1992 ritirato)
- Alano Maria Pena, O.P. (24 novembre 1993 - 24 settembre 2003 nominato arcivescovo di Niterói)
- Rafael Llano Cifuentes † (12 maggio 2004 - 20 gennaio 2010 ritirato)
- Edney Gouvêa Mattoso (20 gennaio 2010 - 22 gennaio 2020 dimesso)[4]
- Luiz Antônio Lopes Ricci (6 maggio 2020 - 25 febbraio 2025 nominato vescovo di Itapetininga)
- Pedro Cunha Cruz, dal 2 luglio 2025

## Statistiche
La diocesi nel 2023 su una popolazione di 970.400 persone contava 716.300 battezzati, corrispondenti al 73,8% del totale.
| anno | popolazione | popolazione | popolazione | presbiteri | presbiteri | presbiteri | presbiteri                | diaconi | religiosi | religiosi | parrocchie |
| anno | battezzati  | totale      | %           | numero     | secolari   | regolari   | battezzati per presbitero | diaconi | uomini    | donne     | parrocchie |
| ---- | ----------- | ----------- | ----------- | ---------- | ---------- | ---------- | ------------------------- | ------- | --------- | --------- | ---------- |
| 1965 | 280.000     | 321.420     | 87,1        | 53         | 31         | 22         | 5.283                     |         | 31        | 73        | 25         |
| 1970 | 350.000     | 409.677     | 85,4        | 50         | 30         | 20         | 7.000                     |         | 26        | 149       | 30         |
| 1976 | 350.000     | 409.677     | 85,4        | 46         | 24         | 22         | 7.608                     |         | 38        | 148       | 34         |
| 1980 | 356.000     | 417.000     | 85,4        | 50         | 29         | 21         | 7.120                     |         | 29        | 149       | 37         |
| 1990 | 384.000     | 452.000     | 85,0        | 42         | 23         | 19         | 9.142                     |         | 24        | 128       | 41         |
| 1999 | 160.000     | 169.246     | 94,5        | 50         | 26         | 24         | 3.200                     |         | 30        | 56        | 43         |
| 2000 | 170.000     | 180.000     | 94,4        | 50         | 26         | 24         | 3.400                     |         | 30        | 56        | 44         |
| 2001 | 173.000     | 184.000     | 94,0        | 46         | 38         | 8          | 3.760                     |         | 14        | 57        | 47         |
| 2002 | 192.000     | 615.082     | 31,2        | 71         | 63         | 8          | 2.704                     | 4       | 8         | 65        | 50         |
| 2003 | 500.000     | 620.000     | 80,6        | 74         | 65         | 9          | 6.756                     | 15      | 9         | 67        | 52         |
| 2004 | 503.000     | 620.000     | 81,1        | 72         | 63         | 9          | 6.986                     | 14      | 9         | 67        | 50         |
| 2013 | 638.000     | 694.000     | 91,9        | 74         | 55         | 19         | 8.621                     | 27      | 46        | 78        | 55         |
| 2016 | 653.000     | 712.000     | 91,7        | 80         | 64         | 16         | 8.162                     | 27      | 41        | 81        | 48         |
| 2019 | 688.800     | 908.000     | 75,9        | 74         | 62         | 12         | 9.308                     | 21      | 33        | 75        | 60         |
| 2021 | 698.860     | 946.680     | 73,8        | 77         | 65         | 12         | 9.076                     | 21      | 33        | 75        | 60         |
| 2023 | 716.300     | 970.400     | 73,8        | 80         | 68         | 12         | 8.953                     | 18      | 29        | 70        | 60         |